# Wattia petiolata
Wattia petiolata är en tvåvingeart som beskrevs av Malloch 1938. Wattia petiolata ingår i släktet Wattia och familjen parasitflugor. Inga underarter finns listade i Catalogue of Life.